# Diamesa colenae
Diamesa colenae är en tvåvingeart som beskrevs av Dean Cyrus Hansen 1976. Diamesa colenae ingår i släktet Diamesa och familjen fjädermyggor. Inga underarter finns listade i Catalogue of Life.